# Episodi di Elvira's Movie Macabre (quinta stagione)
La quinta stagione della serie televisiva Elvira's Movie Macabre è stata trasmessa in anteprima negli Stati Uniti d'America dall'emittente locale KHJ-TV dal 22 giugno al 2 novembre 1986.
La serie è inedita in Italia.
| nº | Titolo originale                         | Prima TV USA      |
| -- | ---------------------------------------- | ----------------- |
| 1  | House of Dark Shadows                    | 22 giugno 1986    |
| 2  | The Horror of Death                      | 29 giugno 1986    |
| 3  | Kill and Go Hide                         | 6 luglio 1986     |
| 4  | The Legend of Lizzie Borden              | 13 luglio 1986    |
| 5  | The Mad Butcher                          | 20 luglio 1986    |
| 6  | The Meateater                            | 27 luglio 1986    |
| 7  | The Mighty Gorga                         | 3 agosto 1986     |
| 8  | Scream, Baby, Scream                     | 10 agosto 1986    |
| 9  | Straight Jacket                          | 17 agosto 1986    |
| 10 | They Saved Hitler's Brain                | 24 agosto 1986    |
| 11 | Tomb of the Living Dead                  | 31 agosto 1986    |
| 12 | The Two Faces of Dr. Jekyll              | 7 settembre 1984  |
| 13 | The Boy Who Cried Werewolf               | 14 settembre 1984 |
| 14 | Let's Scare Jessica to Death             | 21 settembre 1984 |
| 15 | Horror of the Zombies                    | 28 settembre 1984 |
| 16 | House of the Long Shadows                | 5 ottobre 1984    |
| 17 | Children Shouldn't Play with Dead Things | 12 ottobre 1984   |
| 18 | Empire of the Ants                       | 19 ottobre 1984   |
| 19 | Nightwing                                | 26 ottobre 1984   |
| 20 | Nightmare City                           | 2 novembre 1986   |